# De Stijl

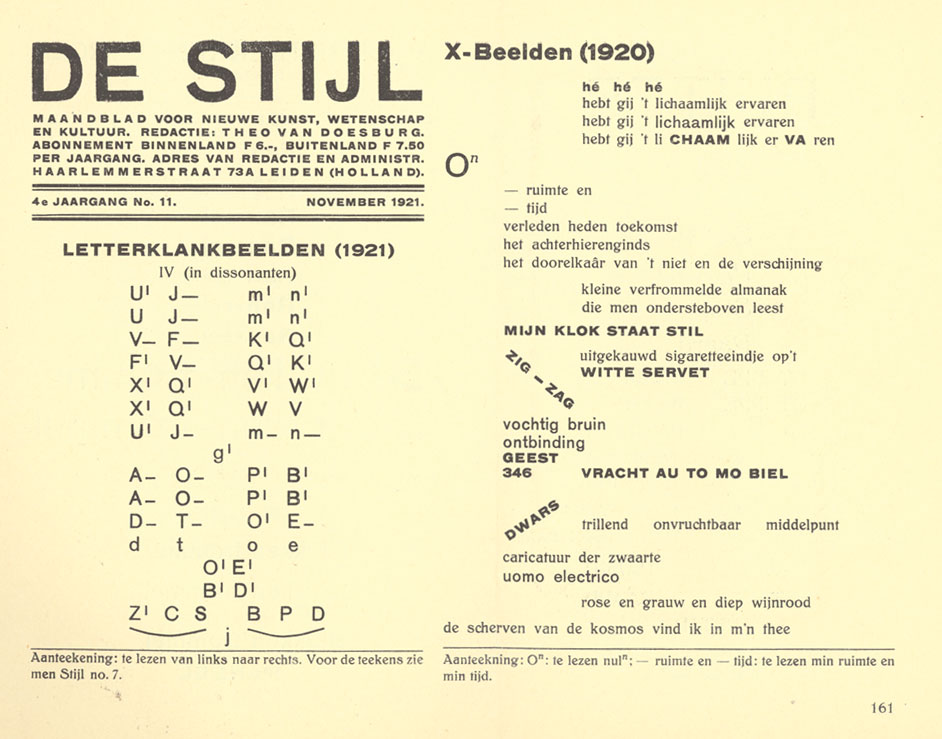
Zeitschrift De Stijl von 1921

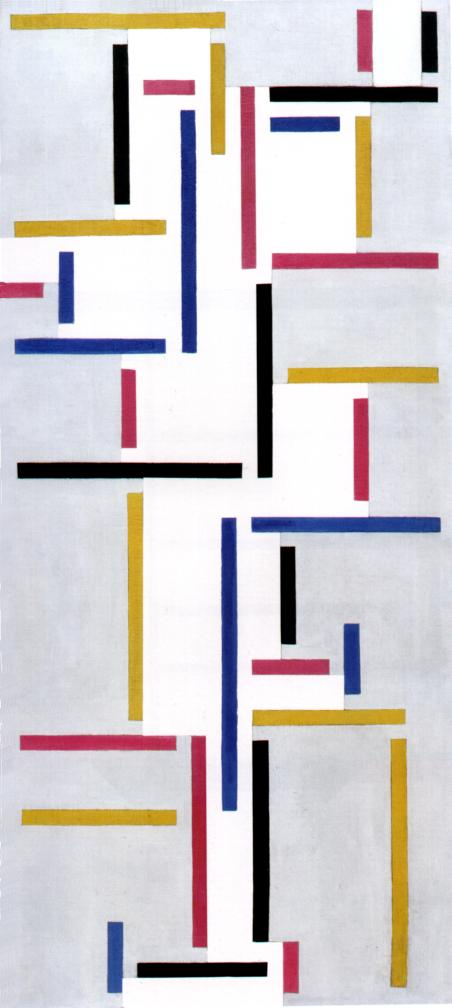
Van Doesburg: Rhythmus eines russischen Tanzes, 1918

De Stijl (Aussprache [də ˈstɛɪl]), niederländisch für „Der Stil“, war eine niederländische Gruppe von Malern, Architekten und Designern, die 1917 in Leiden eine Künstlervereinigung und eine Kunstzeitschrift gleichen Namens gründete.
Gründungsmitglieder waren der Maler und Kunsttheoretiker Theo van Doesburg, die Maler Piet Mondrian und Georges Vantongerloo, die Architekten Robert van ’t Hoff, J. J. P. Oud und Jan Wils, die Maler Vilmos Huszár und Bart van der Leck sowie der Dichter Antony Kok. Bis 1922 verließen acht der anfänglich zehn Mitglieder die Gruppe, dafür kamen neue hinzu, unter anderem die Architekten Gerrit Rietveld (1918), Cornelis van Eesteren (1922) und der Maler Friedrich Vordemberge-Gildewart (1924).

## Kunsttheorien
De Stijl verstand sich weniger als Gruppierung, sondern mehr als Forum für Künstler, die ähnliche Ideen und Ziele in der Kunst verfolgten sowie gemeinsam Ausstellungen und Veröffentlichungen anstrebten. Die Vertreter von De Stijl bekannten sich zu einer geometrisch-abstrakten, „asketischen“ Darstellungsform in Kunst und Architektur und einem auf Funktionalität beschränkten Purismus, der ähnlich wie das deutsche Bauhaus, zu dem ideen- und kunstgeschichtlich eine enge Beziehung besteht, Grundsätze für eine auf alle Gestaltungsbereiche anwendbare Ästhetik aufstellte. Ihre Vorstellungen standen unter dem Einfluss des Kubismus und der kunsttheoretischen Publikationen Wassily Kandinskys.
Im Jahr 1916 machte Piet Mondrian Bekanntschaft mit dem Mathematiker und Theosophen M. H. J. Schoenmaekers (1875–1944), der den Begriff des Stils „Das Allgemeine trotz des Besonderen“ definierte, und dessen vulgärphilosophische Werke Het Geloof van den nieuwen mensch (Der Glaube an den neuen Menschen) und Het nieuwe wereldbeeld (Das neue Weltbild) Mondrian während seiner Theosophiestudien las. Mondrian entlehnte einen großen Teil von Schoenmaekers äußerst klarer Terminologie für seine in „De Stijl“ veröffentlichten Aufsätze und verdankte ihm den Hauptterminus „nieuwe beelding“, der in Deutschland nur sehr schlecht mit „neue Plastik“ oder „Neo-Plastizismus“ anstatt mit „neue Gestaltung“ übersetzt wird.
Das Anliegen der Gruppe war es, sich vollständig von den Darstellungsgrundsätzen der traditionellen Kunst abzuwenden und eine neue, völlig abstrakte Formensprache zu erarbeiten, die auf der Variation von wenigen elementaren Prinzipien der bildnerischen Gestaltung (waagerecht/senkrecht, groß/klein, hell/dunkel und den Grundfarben) beruhte. Das bedeutete die Reduktion der Farben auf die drei Primärfarben Rot, Gelb und Blau sowie die Nichtfarben Schwarz, Grau und Weiß. Die Konzepte De Stijls wirkten nicht nur in bildender Kunst und Architektur, sondern auch im Design von Möbeln und anderen Gebrauchsgegenständen. Als architektonisches Meisterwerk der De Stijl-Bewegung gilt das 1924 erbaute Rietveld-Schröder-Haus in Utrecht. 

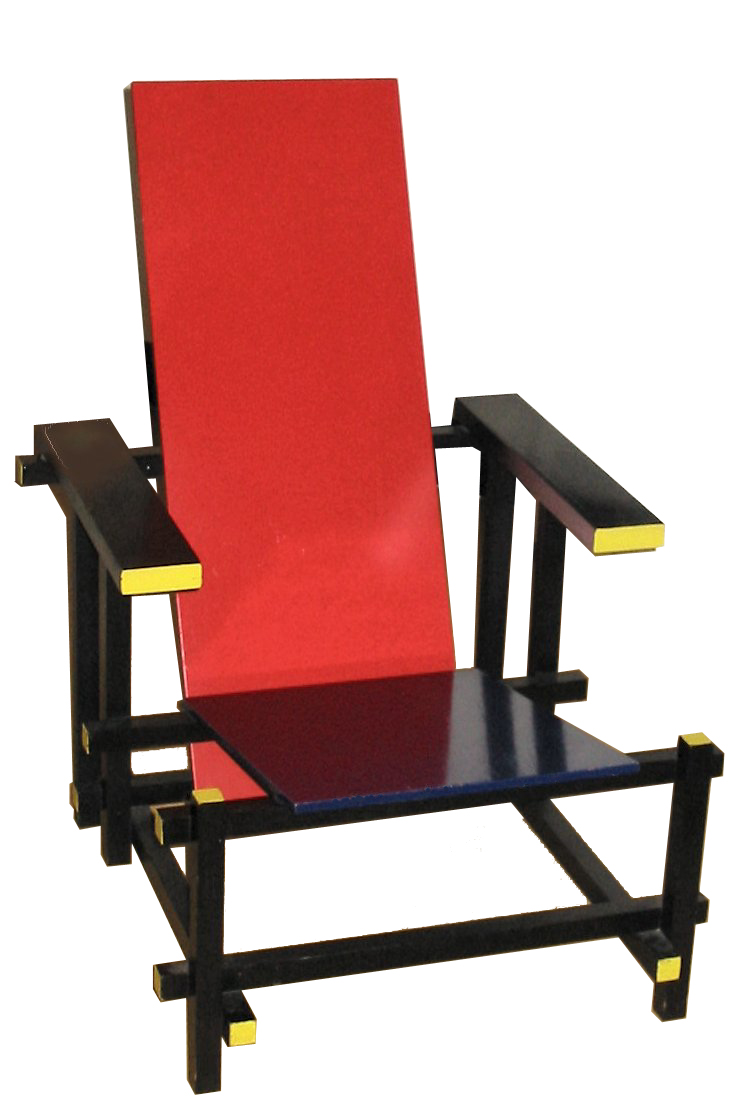
Rot-Blauer Stuhl, Design von Gerrit Rietveld, 1917
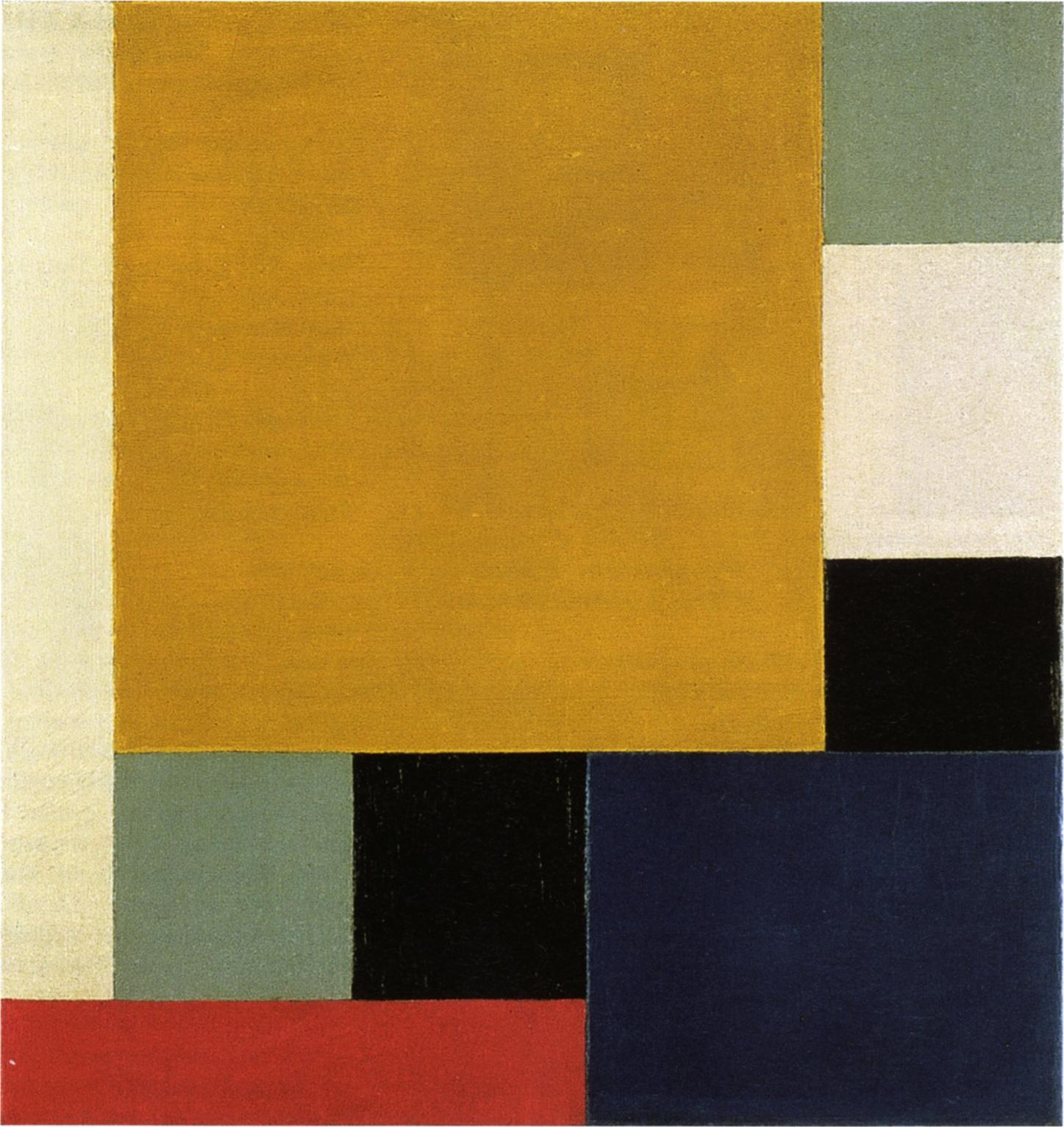
Theo van Doesburg, Compositie XXII, 1922
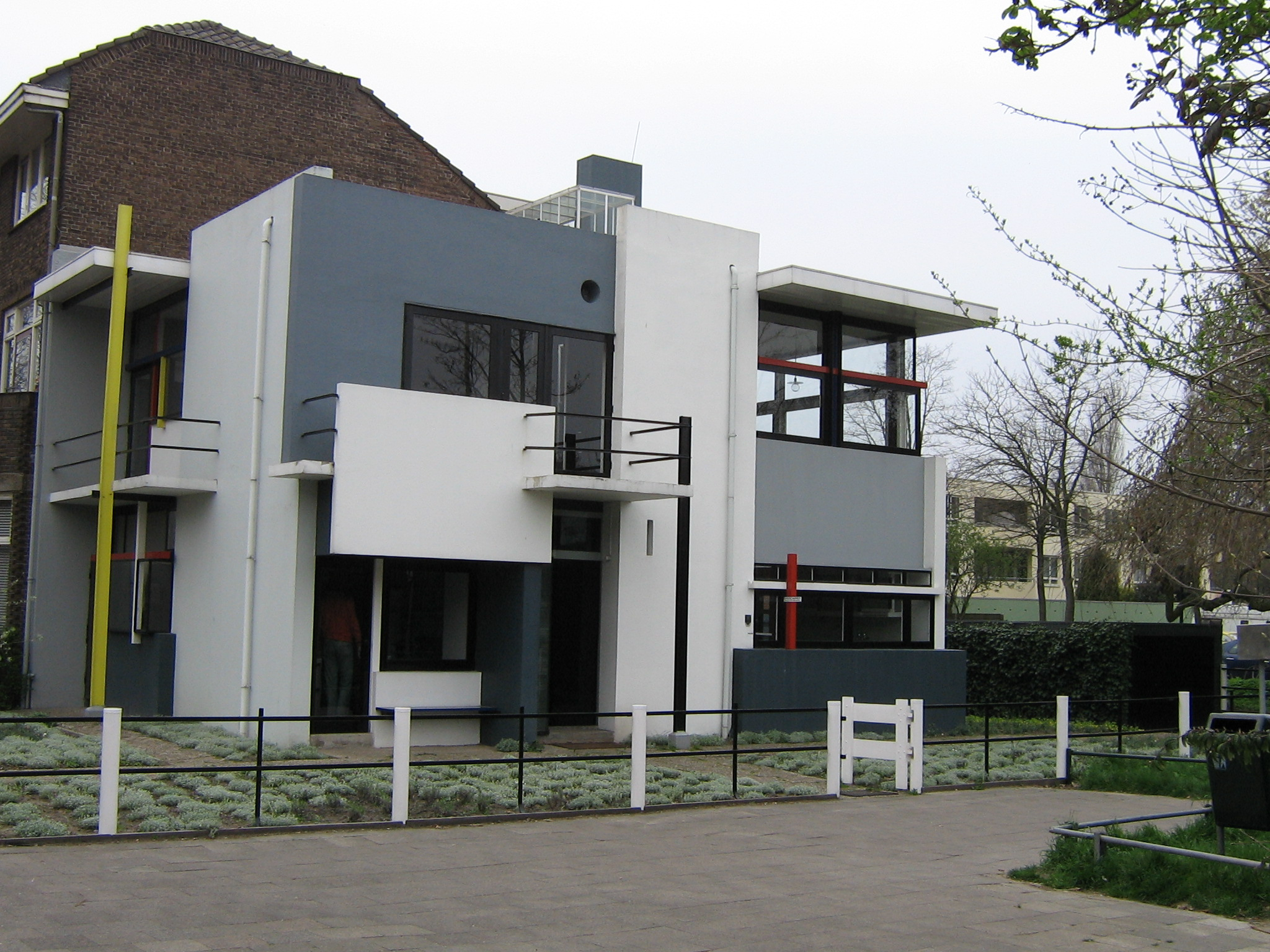
Das Rietveld-Schröder-Haus in Utrecht

## Manifest
Doesburg und Mondrian verwendeten in ihren Theorien zur Kunst Elemente verschiedener Philosophen, insbesondere Platon und Hegel, die sie in ihren grundlegenden Prinzipien des Dualismus – zwischen Objektivem und Subjektivem, Abstraktion und Natur, Asymmetrie und Symmetrie, Vierdimensionalität und Dreidimensionalität, Farbe und Nicht-Farbe, festlegten. Dementsprechend lautete ihr Manifest I von 1918:

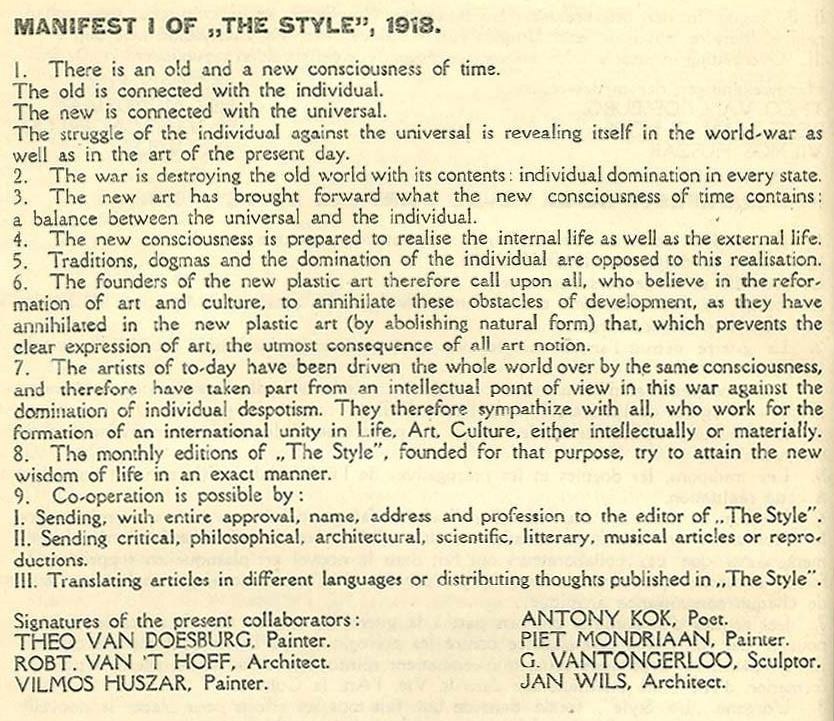
Manifest I von 1918, englische Fassung

1. Es gibt ein altes und ein neues Zeitbewusstsein. Das alte richtet sich auf das Individuelle. Das neue richtet sich auf das Universelle. Der Streit des Individuellen gegen das Universelle zeigt sich sowohl in dem Weltkriege wie in der heutigen Kunst.
2. Der Krieg destruktiviert die alte Welt mit ihrem Inhalt: die individuelle Vorherrschaft auf jedem Gebiet.
3. Die neue Kunst hat das, was das neue Zeitbewusstsein enthält ans Licht gebracht: gleichmäßiges Verhältnis des Universellen und des Individuellen.
4. Das neue Zeitbewusstsein ist bereit, sich in allem, auch im äußerlichen Leben, zu realisieren.
5. Tradition, Dogmen und die Vorherrschaft des Individuellen (des Natürlichen) stehen dieser Realisierung im Wege.
6. Deshalb rufen die Begründer der neuen Bildung alle, die an die Reform der Kunst und der Kultur glauben, auf, diese Hindernisse der Entwicklung zu vernichten, so wie sie in der neuen bildenden Kunst – indem sie die natürliche Form aufhoben – dasjenige ausgeschaltet haben, das dem reinen Kunstausdruck, der äußersten Konsequenz jeden Kunstbegriffs, im Wege steht.
7. Die Künstler der Gegenwart haben, getrieben durch ein und dasselbe Bewusstsein in der ganzen Welt, auf geistlichem [geistigem] Gebiet teilgenommen an dem Weltkrieg gegen die Vorherrschaft des Individualismus, der Willkür. Sie sympathisieren deshalb mit allen, die geistig oder materiell, streiten für die Bildung einer internationalen Einheit in Leben, Kunst, Kultur.
8. Das Organ „Der Stil“, zu diesem Zweck gegründet, trachtet dazu beizutragen, die neue Lebensauffassung in ein reines Licht zu stellen.
9. Mitwirkung aller ist möglich durch:
I. Als Beweis von Zustimmung, Einsendung (an die Redaktion) von Namen (genau), Adresse, Beruf.
II. Beiträge im weitesten Sinne (kritische, philosophische, architektonische, wissenschaftliche, literarische, musikalische usw. sowie reproduktive) für die Monatsschrift ›Der Stil‹.
III. Übersetzung in andere Sprachen und Verbreitung der Ansichten, die in ›Der Stil‹ veröffentlicht werden.
Unterschrift der Mitarbeiter:
Antony Kok, Dichter 

Theo van Doesburg, Maler 

Piet Mondriaan, Maler 

Robt. van ’t Hoff; Architekt 

G. Vantongerloo, Bildhauer 

Vilmos Huszar, Maler 

Jan Wils, Architekt 

## Kunstzeitschrift

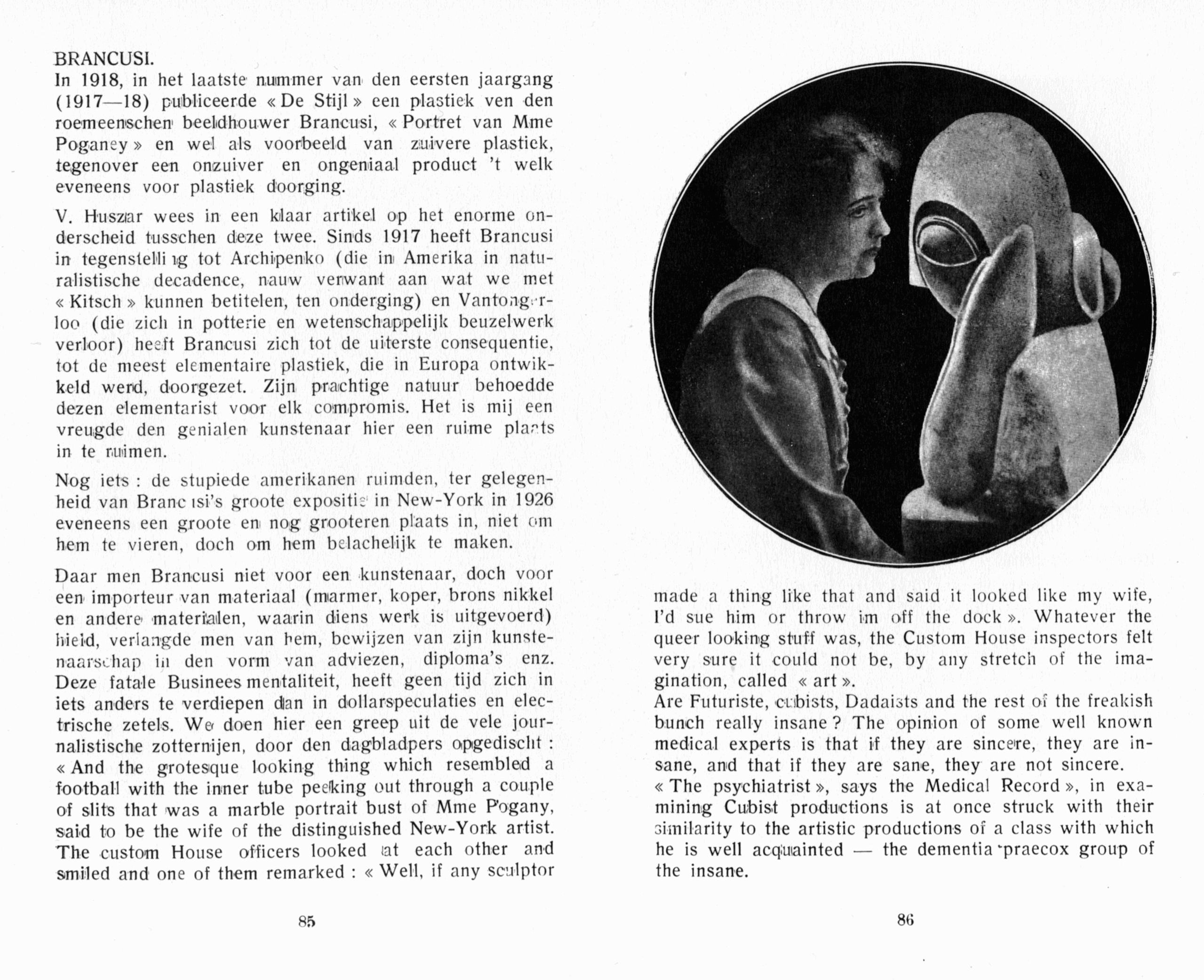
Constantin Brâncuși in: De Stijl, 1927, Reprint aus dem Jahr 1968.
Im Text wird die Tagespresse mit der Aussage zitiert:
"Are Futuriste, cubists, Dadaists and the rest of the freakish bunch really insane? The opinion of some well known medical experts is that if they are sincere they are insane, and that if they are sane they are not sincere."
Deutsche Übersetzung:
"Sind Futuristen, Dadaisten und der Rest der irren Truppe wirklich verrückt? Einige bekannte medizinische Experten meinen: Wenn sie es ernst meinen, dann sind sie verrückt. Sollten sie aber normal sein, dann sind sie nicht aufrichtig."

Die Kunstzeitschrift De Stijl, herausgegeben von Theo van Doesburg, erschien seit dem 16. Juni 1917 monatlich mit gelegentlichen Unterbrechungen bis 1928. Schon Jahre vor Einstellung der Zeitschrift begann sich die Gruppe aufzulösen. 1925 schied Mondrian, wie Jahre zuvor Jan Wils, wegen Meinungsverschiedenheiten mit van Doesburg aus, da van Doesburg 1923 begonnen hatte, diagonale Elemente in seinem Werk anzuwenden, was Mondrian ablehnte. Auch andere Künstler gingen neue Wege und trugen so dazu bei, die „De Stijl“-Theorie zu verbreiten und weiterzuentwickeln. Nach dem Tod van Doesburgs 1931 erschien zu seinen Ehren noch eine Sonderausgabe der Zeitschrift.

## Architektur
Obwohl die De Stijl-Bewegung im Gegensatz zur Amsterdamer Schule zunächst von einer künstlerischen Auseinandersetzung ausgeht, bringt sie durch die Übertragung ihrer künstlerischen Grundsätze in das Gebiet der Architektur schon bald vergleichbar bedeutende Beispiele modernen Bauens hervor. Eine der ersten architektonischen Äußerungen der Bewegung ist Robert van ’t Hoffs Villa Henny in Huis ter Heide bei Utrecht (1914–1916), die hinsichtlich der Verwendung des Stahlbetons für den Bau von Wohnhäusern ähnlich wegweisend ist, wie Charles-Édouard Jeannerets Maison Dom-ino. Mit ihren streng kubisch-linearen, schmucklosen Formen und ihrer markanten Betonung der Horizontalen ist sie ein wichtiger Wegbereiter der funktionalistischen modernen Architektur.
Der Einfluss von De Stijl auf die moderne Architektur war bis weit nach 1931 groß. Rietveld baute zwischen 1923 und 1924 in Utrecht das Rietveld-Schröder-Haus, das einzige Gebäude, das vollständig nach den Prinzipien von De Stijl errichtet wurde. Zwei schöne Beispiele von J.J.P. Oud findet man in Rotterdam: im Café De Unie am Mauritsweg und im Büro der Geschäftsleitung im Witte Dorp. Auch Ludwig Mies van der Rohe war ein Anhänger der De Stijl-Prinzipien.

## Trivia
Die US-amerikanische Band The White Stripes nahm mit ihrem Album De Stijl Bezug auf die Künstlervereinigung. Die Band widmete das Album dem Blues-Musiker Blind Willie McTell und Gerrit Rietveld.